# Diocesi di Esamilio
La diocesi di Esamilio (in latino: Dioecesis Hexamiliensis) è una sede soppressa del patriarcato di Costantinopoli e una sede titolare della Chiesa cattolica.

## Storia
Esamilio, identificabile con Eksamil all'inizio della penisola di Gallipoli in Turchia, è un'antica sede vescovile della provincia romana di Europa nella diocesi civile di Tracia. Faceva parte del patriarcato di Costantinopoli ed era suffraganea dell'arcidiocesi di Eraclea.
Nelle Notitiae Episcopatuum del patriarcato, la diocesi compare a partire dalla Notitia attribuita all'imperatore Leone VI e databile all'inizio del X secolo; il suo nome è associato, fino al XIV secolo, a quello della sede di Chersoneso, indizio di un probabile trasferimento della sede vescovile da Chersoneso a Esamilio. Questo trasferimento è già documentato al concilio niceno del 787, dove fu presente il presbitero Costantino in qualità di locum tenens della sede di Esamilio o per l'assenza del vescovo o perché la sede era vacante.
Il primo vescovo conosciuto di Esamilio è Metodio, che prese parte al concilio di Costantinopoli dell'879-880 che riabilitò il patriarca Fozio di Costantinopoli. L'esistenza di sigilli vescovili hanno restituito i nomi dei vescovi Giovanni I, Stiliano e Giovanni II, vissuti tra il X e l'XI secolo.
Nel corso del XIV secolo, Esamilio venne dapprima elevata al rango di arcidiocesi dipendente direttamente dal patriarca, e poi di sede metropolitana, come documentano le Notitiae di questo periodo. Appartiene a quest'epoca un anonimo metropolita che partecipò al concilio indetto dal patriarca Callisto I nel 1351 per affrontare le controversie teologiche che videro coinvolti Barlaam di Seminara, Gregorio Acindino e Gregorio Palamas.
Dal 1933 Esamilio è annoverata tra le sedi vescovili titolari della Chiesa cattolica; il titolo finora non è stato assegnato.

## Cronotassi dei vescovi greci
- Metodio † (menzionato nell'879/80)
- Giovanni I † (X/XI secolo)
- Stiliano † (seconda metà dell'XI secolo)
- Giovanni II † (fine XI secolo)
- Anonimo † (menzionato nel 1351)